# Ivo Mogiļnijs

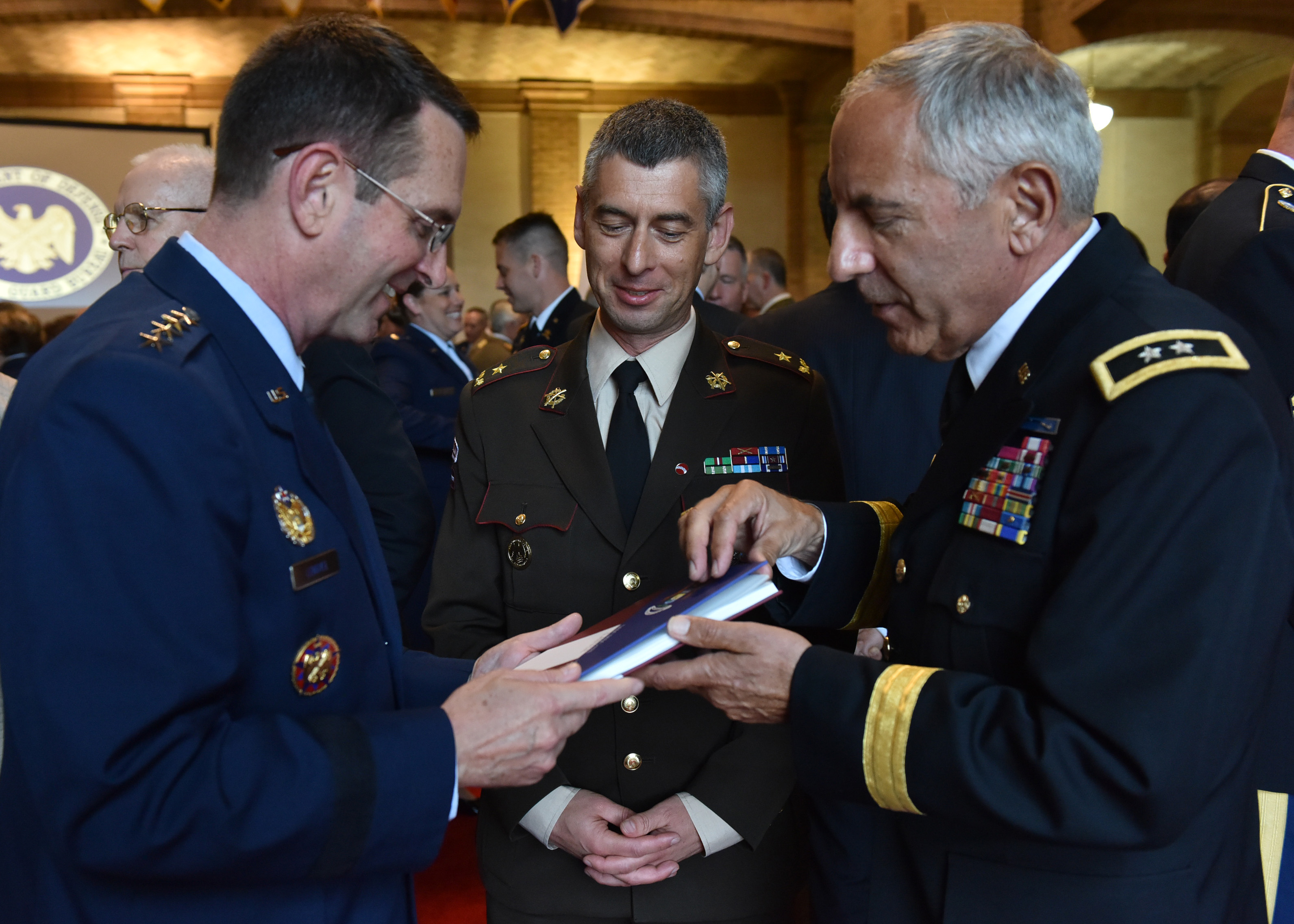
Ivo Mogiļnijs (Mitte), Mai 2018

Ivo Mogiļnijs (* 29. August 1968 in Riga) ist ein Offizier des lettischen Heeres im Range eines Generalmajors. Aktuell ist er Lettlands Militärattaché in den USA.

## Leben
Ivo Mogiļnijs wurde 1968 in Riga, der Hauptstadt der damaligen Lettischen SSR, geboren. 

### Militärische Laufbahn
Beförderungen
sowjetische Streitkräfte
- Leutnant (1989)

lettische Streitkräfte
- Oberleutnant (1992)
- Hauptmann (1995)
- Major (1998)
- Oberstleutnant (2003)
- Oberst (2008)
- Brigadegeneral (2016)
- Generalmajor (2018)

Nach dem Schulabschluss im Jahr 1985 besuchte Mogiļnijs bis 1989 die Höhere Militärschule für Logistik im damaligen Gorki (russisch Нижегородское высшее военное училище тыла). Nachdem er diese erfolgreich absolviert hatte, diente er bis 1991 als Logistikoffizier in Lettland. Im Rahmen der Wiedererlangung der staatlichen Unabhängigkeit seines Heimatlandes schloss er sich 1992 dort den im Wiederaufbau befindlichen Streitkräften an und diente in den nächsten Jahren als Ausbilder an der staatlichen Militärakademie.
Nach dem Besuch eines Stabsoffizierkurses an der niederländischen Militärakademie im Jahr 2000 diente er seit 2002 im Hauptquartier der lettischen Streitkräfte. Zwischenzeitlich besuchte Ivo Mogiļnijs 2005 bis 2007 einen Generalstabskurs in Deutschland und diente im Jahr 2011  beim lettischen Kontingent der ISAF in Afghanistan. Von 2012 bis 2016 war er erstmals als Verteidigungsattaché in den USA und Kanada tätig.
Im April 2016 wurde Mogiļnijs zum stellvertretenden Stabschef der lettischen Streitkräfte ernannt. Am 20. Juni 2016 wurde er zum Brigadegeneral befördert. Nach der zwischenzeitlichen Ernennung zum Stabschef am 14. Februar 2017, wurde er am 7. November 2018 zum Generalmajor befördert. Im Juni 2019 wurde er von Imants Ziediņš auf dem Posten des Stabschefs abgelöst. In der Folge übernahm den Posten des militärischen Vertreters Lettlands bei der NATO und EU.

### Privates
Ivo Mogiļnijs ist verheiratet und Vater von zwei Söhnen. Neben seiner Muttersprache beherrscht der General auch Deutsch, Englisch und Russisch.

## Auszeichnungen
|  | Komtur des Westhard-Ordens (2012) |

Zudem ist er Träger zahlreicher Auszeichnungen der lettischen Streitkräfte.